# (3457) Arnenordheim
(3457) Arnenordheim ist ein Asteroid des Hauptgürtels, der am 5. September 1985 vom belgischen Astronomen Henri Debehogne am La-Silla-Observatorium (IAU-Code 809) der Europäischen Südsternwarte in Chile entdeckt wurde.
Der Himmelskörper ist Mitglied der Koronis-Familie, einer Gruppe von Asteroiden, die nach (158) Koronis benannt ist.
Benannt wurde der Asteroid am 5. Juli 2001 nach dem norwegischen Komponisten Arne Nordheim (1931–2010), der im norwegischen Musikleben eine herausragende Rolle spielte.